# Verbena officinalis
Verbena officinalis é uma espécie de planta com flor pertencente à família Verbenaceae. 
A autoridade científica da espécie é L., tendo sido publicada em Species Plantarum 1: 20–21. 1753.
Os seus nomes comuns são algebrado, aljabão, argebão, erva-dos-leprosos, erva-sagrada, gerbão, gerivão, gervão, gervião, girbão, giribão, jarvão, ulgebrão, urgrabrão ou verbena.

## Portugal
Trata-se de uma espécie presente no território português, nomeadamente em Portugal Continental, no Arquipélago dos Açores e no Arquipélago da Madeira.
Em termos de naturalidade é nativa de Portugal Continental e Arquipélago da Madeira e introduzida no arquipélago dos Açores.

## Protecção
Não se encontra protegida por legislação portuguesa ou da Comunidade Europeia.